# Isaak Babel
Isaak Emmanuelovič Babel (Исаак Эммануилович Бабель, 1. červencejul./ 13. července 1894greg., Oděsa – 27. ledna 1940, věznice Butyrka, Moskva) byl ruský spisovatel a dramatik. Spolupracoval s novinami a filmem a napsal řadu scénářů.

## Životopis
Pocházel z rodiny malého židovského obchodníka. Krátce po narození se rodina přestěhovala do Mykolajiva. Začátek 20. století byl dobou nepokojů ve společnosti a masového odchodu Židů z Ruské říše. Sám Babel přežil pogrom v roce 1905 (ukryla ho křesťanská rodina). Avšak jeho dědeček Šojl byl jedním z 300 zavražděných Židů.
V zimě roku 1905 se Babel vrátil do Oděsy a navštěvoval Oděskou obchodní školu Nikolaje I., kterou absolvoval v roce 1911. Aby byl přijat do přípravné třídy, musel přesáhnout kvótu na židovské studenty. Avšak nehledě na výborné známky, které ho opravňovaly ke studiu, místo v akademii získal jiný chlapec, jehož rodiče podplatili vedení školy. Za rok, kdy se Babel učil doma, prošel program dvou tříd akademie. Učitel francouzštiny a literatury u něj vyvolal zájem o knihy Gustava Flauberta a Guy de Maupassanta. Kromě tradičních disciplín studoval talmud a zabýval se hudbou.
Po neúspěšné snaze o přijetí na oděskou univerzitu začal navštěvovat kyjevskou vysokou školu. Zde se také seznámil se svou budoucí ženou Jevgenií Gronfejnovou.
Plynně hovořil jidiš, rusky a francouzsky. Svá první díla psal Babel francouzsky, ale tato se nezachovala. První povídky v ruštině Babel publikoval v časopise „Letopis“ (Летопись). Poté, na radu Maxima Gorkého, „šel mezi lid“ a vystřídal několik profesí.
V prosinci roku 1917 začal pracovat ve „zvláštní komisi“, čemuž se jeho známí dlouho podivovali. V roce 1920 byl bojovníkem a politickým pracovníkem 1. jízdní armády maršála Buďonného. V roce 1924 v časopisech „Ljef“ (Леф) a „Rudá novina“ (Красная новь) publikoval řadu svých povídek, které později vytvořily cykly „Rudá jízda“ a „Oděské povídky“.
V „Oděských povídkách“ Babel líčí život židovských zločinců na počátku 20. století, především zlodějů, lupičů, ale také řemeslníků a drobných obchodníků. V roce 1928 Babel uveřejnil divadelní hru „Západ Slunce“, v roce 1935 hru „Marija“.
Dne 15. května 1939 byl v rámci stalinských čistek zatčen na své dače, obviněn ze špionáže pro Západ a uvězněn v moskevské věznici Lubjanka. Po mučení během výslechů přiznal, že je členem trockistické skupiny. Po zmanipulovaném procesu byl zastřelen. Skutečnost, že Babel byl popraven, byla tajena. Spisovatelova manželka se pravidelně dotazovala na stav vězně a dostávala pravidelně odpověď, že je živ, zdráv a držen v pracovním táboře. Až v prosinci 1954 dostala písemnou odpověď, že Babel zemřel v roce 1941 na srdeční paralýzu. Až v roce 1984 byl zjištěn přesný datum smrti a způsob popravy. V roce 1954 byl rehabilitován. Od roku 1957 mohla znovu vycházet jeho díla.

## Dílo
Pro jeho tvorbu je charakteristická jistá nesourodost, postrádá jednotící prvek a princip. Babel se totiž snažil zprostředkovat autentický materiál, do kterého nechtěl kompozičně zasahovat. Jeho hrdinové jsou pravdiví, reální.

### Povídkové soubory
- 1925 – Historie mého holubníku
- 1924 – Rudá jízda, realistické zážitky z Buďonného armády, válka proti Polsku (1920)
- 1931 – Oděské povídky

### Divadelní hry
- 1928 – Západ Slunce
- 1935 – Marija